# Епикид
Епикид (на старогръцки: Ἐπικύδης, Epikýdēs; на латински: Epicydes; Epikudês) е древногръцки военачалник от Сиракуза през 3 век пр.н.е. Той притежава сиракузко и картагенско гражданство.
През Втората пуническа война той е заедно с Ханибал в Италия. През 215 г. пр.н.е. Епикид е изпратен от Ханибал заедно с брат му Хипократ като посланик в неговата родина. Помага да се сключи съюзнически договор между Сиракуза и Картаген. След убийството на военачалниците, чичо му Адранодор и Темист, двамата братя Хипократ и Епикид са избрани за техни наследници.
Епикид и брат му помагат да се сключи съюзнически договор между Сиракуза и Картаген.
Епикид отива в Леонтинои при брат си. Римският политик Марк Клавдий Марцел изисква от Сиракуза да изгони двамата братя.
Пулхер и Марцел завладяват Леонтинои и двамата братя бягат в Хербесос. Хипократ завладява Сиракуза и е избран с брат му отново за военачалник. Тогава Рим обсажда града.
В Сиракуза той потушава проримско въстание и нарежда екзекуцията на 80 души.
През 212 г. пр.н.е. брат му умира от епидемия и той отива да посрещне картагенския флотски командир Бомилкар. След това Епикид отива в Агригент. Малко след това римляните завладяват Сиракуза и Епикид с картагенския военачалник Ханон тръгват от Агригент на север, където са победени унищожително от Марцел при река Хемера. Те бягат към Агригент (210 пр.н.е.), който е предаден от командира на наемниците, нумидиецът Мутинес на римляните. Епикид се спасява в Африка.